# Research in Language
Research in Language (RiL) – międzynarodowe czasopismo naukowe Wydziału Filologicznego Uniwersytetu Łódzkiego, wydawane przez Wydawnictwo Uniwersytetu Łódzkiego.
Czasopismo, którego celem jest publikowanie najnowszych badań w dziedzinie językoznawstwa i pokrewnych dyscyplin, ukierunkowanych na komunikację międzyludzką. Kwartalnik publikuje oryginalne artykuły badawcze i recenzje książek z zakresu fonetyki, fonologii, morfologii, składni, semantyki i pragmatyki, ale także przedstawiające wyniki badań różnorodnych aspektów języka: poznawczego, psychologicznego, instytucjonalnego czy społecznego, prowadzonych wielowymiarowo, interdyscyplinarnie. Recenzja tekstów prowadzona jest zgodnie z modelem double blind review. Wszystkie artykuły dostępne są w Otwartym Dostępie (Open Access) na licencji CC BY-NC-ND.

## Rada Naukowa
- Jacob Mey (Uniwersytet Południowej Danii)
- Robyn Carston (University College London)
- Winnie Cheng (The Hong Kong Polytechnic University)
- Belén Soria Clivillés (Uniwersytet w Granadzie, Hiszpania)
- Una Cunningham (Uniwersytet w Uppsali)
- Tracey Derwing (Uniwersytet Simona Frasera)
- Pamela Faber (Uniwersytet w Granadzie, Hiszpania)
- Jacek Fisiak (Uniwersytet im. Adama Mickiewicza w Poznaniu)
- Esther Romero González (Uniwersytet w Granadzie, Hiszpania)
- Magnus Huber (Justus-Liebig-Universitaet Giessen, Niemcy)
- Richard Hudson (University College London)
- Andreas H. Jucker (Uniwersytet Zuryski)
- Kepa Korta (Uniwersytet Kraju Basków)
- Tomasz Krzeszowski (Uniwersytet Warszawski)
- Dennis Kurzon (Uniwersytet w Hajfie)
- Ronald W. Langacker (Uniwersytet Kalifornijski w San Diego)
- Jan Majer (Uniwersytet Łódzki)
- Michael Oakes (University of Sunderland)
- John Osborne (University of Savoy at Chambery, Francja)
- Manuel Padilla-Cruz (Uniwersytet w Sewilli)
- Mirosław Pawlak (Państwowa Wyższa Szkoła Zawodowa w Koninie)
- Hans Sauer (University of Munich, Niemcy)
- Linda Shockey (University of Reading, Wielka Brytania)
- Marina Sbisà, (Uniwersytet w Trieście, Włochy)
- Piotr Stalmaszczyk (Uniwersytet Łódzki)
- Stella Tagnin (Universidade de São Paulo)
- Jan Volin (Uniwersytet Karola w Pradze)
- Steve Walsh (University of Newcastle, Wielka Brytania)
- Beatrice Warren (Uniwersytet w Lund)
- Deirdre Wilson (University College London, UK & CSMiN, Oslo, Norwegia)
- Igor Ž. Žagar (Uniwersytet Mariborski)

## Redakcja
- Iwona Witczak-Plisiecka, red. nacz. (Uniwersytet Łódzki)
- Ewa Waniek-Klimczak, zastępca red. nacz. (Uniwersytet Łódzki)
- Barbara Lewandowska-Tomaszczyk (Uniwersytet Łódzki)
- Przemysław Ostalski, sekretarz (Uniwersytet Łódzki)
- Martin Hinton, red. językowy (Uniwersytet Łódzki)
- Paul Wilson, red. językowy (Uniwersytet Łódzki)
- Michał Kornacki, red. techniczny (Uniwersytet Łódzki)

## Bazy
- Arianta
- Baidu Scholar
- CEJSH
- CNKI Scholar (China National Knowledge Infrastructure)
- CNPIEC - cnpLINKer
- Dimensions
- EBSCO (relevant databases)
- EBSCO Discovery Service
- ERIH PLUS (European Reference Index for the Humanities and Social Sciences)
- Genamics JournalSeek
- Google Scholar
- Index Copernicus
- International Medieval Bibliography
- J-Gate
- JournalTOCs
- KESLI-NDSL (Korean National Discovery for Science Leaders)
- Linguistic Bibliography
- Linguistics Abstracts Online
- Microsoft Academic
- MLA International Bibliography
- MyScienceWork
- Naviga (Softweco)
- Primo Central (ExLibris)
- ProQuest (relevant databases)
- Publons
- QOAM (Quality Open Access Market)
- ReadCube
- SCImago (SJR)
- Scopus
- Semantic Scholar
- Sherpa/RoMEO
- Summon (ProQuest)
- TDNet
- Ulrich's Periodicals Directory/ulrichsweb
- WanFang Data
- WorldCat (OCLC)